# Bamenyam jezik
Bamenyam jezik (bamenyan, mamenyan, mengambo, pamenyan; ISO 639-3: bce), nigersko-kongoanski jezik skupine wide grassfields, kojim govori 4 000 ljudi (1994 SIL) u kamerunskoj provinciji West.
Jedan je od devet jezika podskupine nun, i srodan je s bamali [bbq], bafanji [bfj] i bambalang [bmo]. U upotrebi su i Francuski [fra] ili kamerunski pidžin [wes]. Jezik bati [btc] možda je njegov dijalekt.

## Vanjske poveznice
- Ethnologue (14th)
- Ethnologue (15th)